# Чалий Богдан Йосипович
Богда́н Йо́сипович Ча́лий (24 червня 1924 , Київ, Київська губернія, Українська СРР, СРСР  — 20 травня 2008 , Київ ) — український письменник, лауреат премії ім. М. Островського.

## Біографія
Народився 24 червня 1924 року в родині лікарів в Києві. Значний вплив на письменника мав його дід, який працював у лісництві біля міста Ізяслава. Згодом батьків Богдана направили працювати на Київщину — спочатку до Ірпеня, потім до Бишева. У Бишеві він пішов до школи, займався у літературному гуртку, який вела вчителька української мови та літератури. Саме вона першою розгледіла літературний талант у хлопця, а коли він написав свій перший вірш, порадила йому опублікувати вірш у районній газеті.
Під час Другої світової війни Богдан Чалий брав участь в боях на Північно-Кавказькому фронті, після поранення був начальником клубу при шпиталю. Нагороджений орденом «Вітчизняної війни» І ступеню та медаллю «За оборону Кавказу».
Після демобілізації закінчив факультет журналістики Київського університету ім. Т. Г. Шевченка. Працював завідувачем відділу у редакції газети «Зірка», літпрацівником газети «Молодь України». Від 1951 року головний редактор журналу «Барвінок». Секретар правління Спілки письменників України.
На XIV конгресі Міжнародної ради з дитячої та юнацької літератури за казку «Барвінок і весна» авторові присуджено почесний диплом імені Ганса Крістіана Андерсена.
Твори, які він став писати для дітей надзвичайно привабливі, він пише їх віршованою високохудожньою мовою, так, у своїй науковій поемі «Як Барвінок став героєм» він пише:
Головата, мов дитинка,

Спить під тином капустинка,

На духмянім, свіжім листі,

Спить кабак, мов у колисці.
Помер 20 травня 2008 року в Києві. Похований в селі Рудики під Києвом.

## Твори
Автор книжок для дітей і юнацтва. Окремими виданнями вийшло близько 30 поетичних, прозових і драматичних книжок для дітей, зокрема:
- «Барвінок і Весна»;
- «Барвінок у школі»;
- «Весняний шлях»;
- «Граф Монте-Крісто»;
- «З моєї поштової скриньки»;
- «Наша вчителька»;
- «Ніч Амстердама»;
- «Про милу Прагу та двох Зденеків»;
- «Сто пригод Барвінка та Ромашки»;
- «Хороші імена»;
- «Хто такий Каракурта?» (збірка одноактних п'єс);
- Як Барвінок та Ромашка у вирій літали [Архівовано 4 березня 2016 у Wayback Machine.] (1968);
- «Як Барвінок став героєм»;
- прозових книжок «Вітер з України», «Формула хризантеми»;
- Про відважного Барвінка і Коника-Дзвоника [Архівовано 4 березня 2016 у Wayback Machine.] (1964)

Автор сценарію фільму «Закон Антарктиди» (1963).